# Hercule et Omphale (Rubens)
Pour les articles homonymes, voir Hercule et Omphale.
Hercule et Omphale est une peinture à l'huile  de Pierre Paul Rubens se trouvant au musée du Louvre à Paris. Réalisée en 1603, elle mesure 278 × 215 cm et montre Hercule avec Omphale.

## Histoire
Le tableau fut peint pour le mécène génois Giovanni Vincenzo Imperiale, qui le garda jusqu'en 1648. Il était le pendant d'une Mort d'Adonis.
Il passa ensuite à Imperiale Francesco Maria (1661), Charles II de Gonzague, Christine de Suède (1685), Odeschalchi don Livio, duc de Bracciano (1721), et au duc d'Orléans, puis acquis par le roi Louis XVI avec le château de Saint-Cloud en 1785.
Le tableau fut restauré de 1973 à 1983.

## Thème
Après ses travaux et à la suite de sa folie qui lui a fait tuer sa famille, Hercule est soumis par l’oracle de Delphes à une année de servitude, pour expier sa faute. Acheté comme esclave par la reine de Lydie, Omphale, il effectue à son service nombre d’exploits visant à débarrasser son royaume de monstres comme les Cercopes et de brigands tels les Itones. Différentes versions abordent les amours d’Omphale et Hercule. La plus répandue est que, admirant la force et les exploits d’Hercule, elle en fait son amant puis même son époux, après l’avoir libéré de la servitude. Cependant chez Ovide, Lucien, Properce et Sénèque, Omphale oblige Hercule à porter des habits de femme et à filer la laine tandis qu’elle se dote de la peau du lion de Némée et de la massue. Chez Sénèque, Omphale va même jusqu’à punir le héros d’un soufflet avec sa pantoufle.  Ce thème de l’inversion des rôles dans l’amour a été retenu par les peintres, au XVIIe et surtout au XVIIIe siècle, pour son aspect léger et cocasse. En effet durant ce siècle, s’opère un déplacement de la thématique autour d’Hercule, des travaux à ses amours. Les œuvres de Rubens, Boucher, François Lemoyne comptent parmi les représentations les plus célèbres de ce thème mythologique. Il existe encore d’autres variations comme le fait qu’Hercule, amoureux d’Omphale, se serait lui-même rendu volontairement esclave, ou bien que Paon aurait fait courir la rumeur d’un Hercule habillée en femme, après s’être fait éconduire par Omphale. Quoi qu’il en soit, le détournement de la figure héroïque et mythique d’Hercule reste une constante dans cet épisode dont l’intérêt réside en une réflexion sur l’inversion des genres masculin/féminin en amour.

## Description
Hercule et Omphale sont représentés dénudés, la reine, dominant la scène, debout à droite sur le socle d'un sarcophage, portant la peau de lion, s'appuyant sur la massue du héros qui, portant un fichu de femme, est assis sur un siège aux pieds zoomorphes par-dessus le manteau rouge de la reine, au centre de la composition, portant la quenouille d'une main, le fil dans l'autre. La reine lui pince l'oreille pendant qu'un esclave, habillé également en femme, est placé derrière lui à gauche, filant la laine comme d'autres esclaves jeunes placés à genoux sur la gauche, le regard porté vers la scène de la domination de la reine sur le héros. Un chien blanc (symbole de Fidélité) est placé à droite des pieds croisés de la reine.
Le fond du tableau affiche de l'architecture et des sculptures antiques (pilastre, arcade, guirlandes, buste de Pan), au premier plan près des pieds du héros, le socle du sarcophage porte un bas-relief représentant un taureau mis à terre par un char.

## Sources
- (en) Cet article est partiellement ou en totalité issu de l’article de Wikipédia en anglais intitulé « Hercules and Omphale (Rubens) » (voir la liste des auteurs).